# Lake Clarke Shores
Lake Clarke Shores város az USA Florida államában, Palm Beach megyében. Lakosainak száma 3564 fő (2020. április 1.).

## Népesség
A település népességének változása:
| Lakosok száma | 3451 | 3376 | 3564 |
|               | 2000 | 2010 | 2020 |